# Бобровские
Бобро́вские (пол. Bobrowski, укр. Бобровські) — графский и дворянский роды.
Фамилия старинного шляхетского происхождения княжества Мазовецкого, где она была известна уже в XV веке.
Дворянский род из — Бобровки Бобровских, пользовавшихся гербом Ястржембец (Ястршембец), пол. Jastrzębiec, Часть II, Гербовника дворянских родов Царства Польского, стр.148,  владел поместьями в бывших Княжествах Заторском и Освецимском. Потомок оного, Игнатий Бобровский, Войский тех Княжеств и ордена Св. Станислава Кавалер, грамотой Франца II Габсбурга Императора Римского, Короля Галиции и Лодомерии, 1800 года июня 29 дня, возведен в Графское достоинство королевства Галиции и Лодомерии, с сохранением фамильного герба и дополнением оного украшениями свойственными новому достоинству. Этот род вписан в гербовник шляхты Галицкой и Буковинской. Герб графов Бобровских внесён в Часть 1 Гербовника дворянских родов Царства Польского, стр. 7.
Описание герба графов Бобровских: В щите с золотою окраиной и графской короной, в голубом поле, орденский серебряный крест, полуокружённый золотой подковой, передком вниз обращённой. Над графской короной стальной шлем с золотой решёткой и дворянской короной; в навершии его ястреб на взлете, вправо, с подобною как в щите подковой и крестом в когтях правой ноги. Намет голубой, подбитый справа серебром, а слева золотом.
Описание дворянского герба рода Бобровских: Щит разделён на две части, из коих в верхней в золотом поле находится панцирь. В нижней части в зелёном поле изображён золотой крест на стреле означенной в средине серебреной подковы, которые обращены: подкова шипами, а стрела остроконечием вниз. Щит увенчан обыкновенным дворянским шлемом с дворянскою на нём короной и тремя страусовыми перьями. Намет на щите золотой, подложенный зелёным. Герб рода Бобровских внесён в Часть 5 Общего гербовника дворянских родов Всероссийской империи, стр. 81.
Фамилии Бобровских многие служили Российскому Престолу дворянской службой в числе дворян, детей боярских и в других чинах и жалованы были от Государей в 7134/1626 и других годах поместьями. Все сие доказывается справкою Разрядного Архива, означенною в копии с определения Курского Дворянского Собрания, о внесении рода Бобровских в дворянскую родословную книгу в 6-ю её часть древнего дворянства в родословную Бобровских.
Дворянский род Бобровских, известный в Гетманщине, происходит от Григория Бобровского, значкового товарища Войска Запорожского (XVIII в.). Этот род также использует герб Ястржембец.
Описание дворянского герба Ястржембец: В голубом поле золотая подкова шипами вверх, в средине её золотой кавалерийский крест. В навершье шлема ястреб на взлете, вправо, со звонком на левой ноге, держащий в когтях правой ноги подобную как в щите подкову с крестом.

## Персоны
Некоторые дворяне конца XIX века с этой фамилией с указанием губернии и уезда, к которым они приписаны:
- Бобровский Петр Петрович, врач, Старооскольский уезд, Курская губерния.
- Бобровский, Александр Антонович, имение Гускино, Себежский уезд, Витебская губерния.
- Бобровский, Александр Родионович, гс., (6 ч.), село Становое, Тимский уезд, Курская губерния.
- Бобровский, Антон Антонович, имение Гускино, Себежский уезд, Витебская губерния.
- Бобровский, Василий Петрович, врач, (2 ч.), село Гнилой Колодезь, Тимский уезд, Курская губерния.
- Бобровский, Владимир Никл., село Охочевка, Щигровский уезд, Курская губерния.
- Бобровский, Фад. Каз., деревня Казимировка, Липовецкий уезд, Киевская губерния.
- Бобровский, Матвей Дмитриевич, село Охочевка,Щигровский уезд, Курская губерния.